# Hallavara
Hallavara är en bebyggelse i Båstads kommun belägen på en höjd i Hovs socken mellan Kattvik och Hovs hallar på Bjärehalvön. Orten var 1995 av SCB klassad som en småort men efter att befolkningen minskat är den sedan 2000 inte längre klassad som småort. Från 2015 avgränsades här åter en småort, som redan 2020 avregistrerades igen
I många år fanns här en lanthandel, som numera är nerlagd.
Hallavara, består av öppen, stenbunden fäladsmark med ljung och enbuskar. Många fornlämningar visar på en rik bygd under förhistorisk tid.